# ماکروگلیا
ماکروگلیا از انواع سلول‌های گلیا می‌باشند که خود به سه دسته
- الیگو دندروگلیا
- آستروگلیا
- سلول اپندیمی

تقسیم می‌شوند.